# Erlebnispark Tripsdrill
Erlebnispark Tripsdrill (kortweg Tripsdrill) is een Duits attractiepark bij Cleebronn, in de deelstaat Baden-Württemberg. Bij het park ligt ook een wildpark. Beide parken tezamen hebben een oppervlakte van 77 ha en trekken per jaar ongeveer 900.000 mensen.
Erlebnispark werd in 1929 opgericht en is daarmee het oudste attractiepark van Duitsland. In 2004 vierde het zijn 75-jarig jubileum, dat gepaard ging met twee nieuwe attracties en een vernieuwing van het gebied rond de "Altweibermühle" (Oudevrouwenmolen).
In Tripsdrill bevinden zich zo'n 29 mechanisch aangedreven attracties, waarvan een groot deel uniek is door de vormgeving, systeem of thematisering. Het pretpark zelf is gethematiseerd naar "Zwaben anno 1880". De huisjes zijn in een historische, traditionele stijl gebouwd en bij veel attracties nemen de bezoekers plaats in opmerkelijke gondels in de vorm van meelzakken, badkuipen, wastonnen en dergelijke. 

## Geschiedenis
Het park werd opgericht in 1929 door Eugen Fischer, die in dat jaar de Altweibermühle opende: een molen met daarin onder andere een glijbaan. Kort na de Tweede Wereldoorlog werd de molen door de bliksem getroffen, maar enkele jaren later werd deze alsnog herbouwd.
In 1957 opende naast de molen een dierenpark met 300 dieren. In 1960 verwelkomde het park zijn eerste echte attractie, de traptreintjes. Later openden ook een wildparadijs en een kinderboerderij waarna het aantal dieren uitgroeide tot ruim 1000.
Vele attracties en een museum volgden, maar enkele hoogtepunten uit het huidige park werden gebouwd in 1998 en 2000. In 1998 opende de achtbaan G'sengte Sau, een combinatie van een wildemuis- en een familieachtbaan van Gerstlauer, en twee jaar later volgde de Badewannen-Fahrt zum Jungbrunnen, Europa's hoogste boomstamattractie waarbij de bezoekers plaatsnemen in een badkuip. Beide attracties zijn voor een deel ingewerkt in het kasteel "Rauhe Klinge".
In 2004 vierde het park zijn 75-jarig jubileum. Dit betekende de komst van een tweede vrijevaltoren bij de Donnerbalken, naast de Splash battle Spritztour.
Op 28 april 2008 opende Mammut. Deze houten achtbaan was de grootste investering in 1 attractie tot dan toe van het park. Mammut heeft een 860-meter lang traject en haalt een topsnelheid van 90 km/u.
In 2013 opende het park de lanceerachtbaan Karacho. De nieuwe achtbaan met meerdere inversies had als doel om meer jongeren en adolescenten te trekken.
Vanwege de groeiende vraag naar overnachtingen bij Tripsdrill zijn er 68 nieuwe boomhutten in het vakantiepark gebouwd. Daarnaast opende het park in 2020 twee met elkaar duellerende achtbanen, Hals-über-Kopf en Volldampf. Ook kwamen in 2020 Andreas en Benjamin Fischer in het bestuur, zij zijn al de vierde generatie aan het roer van het familiebedrijf.

## Afbeeldingen

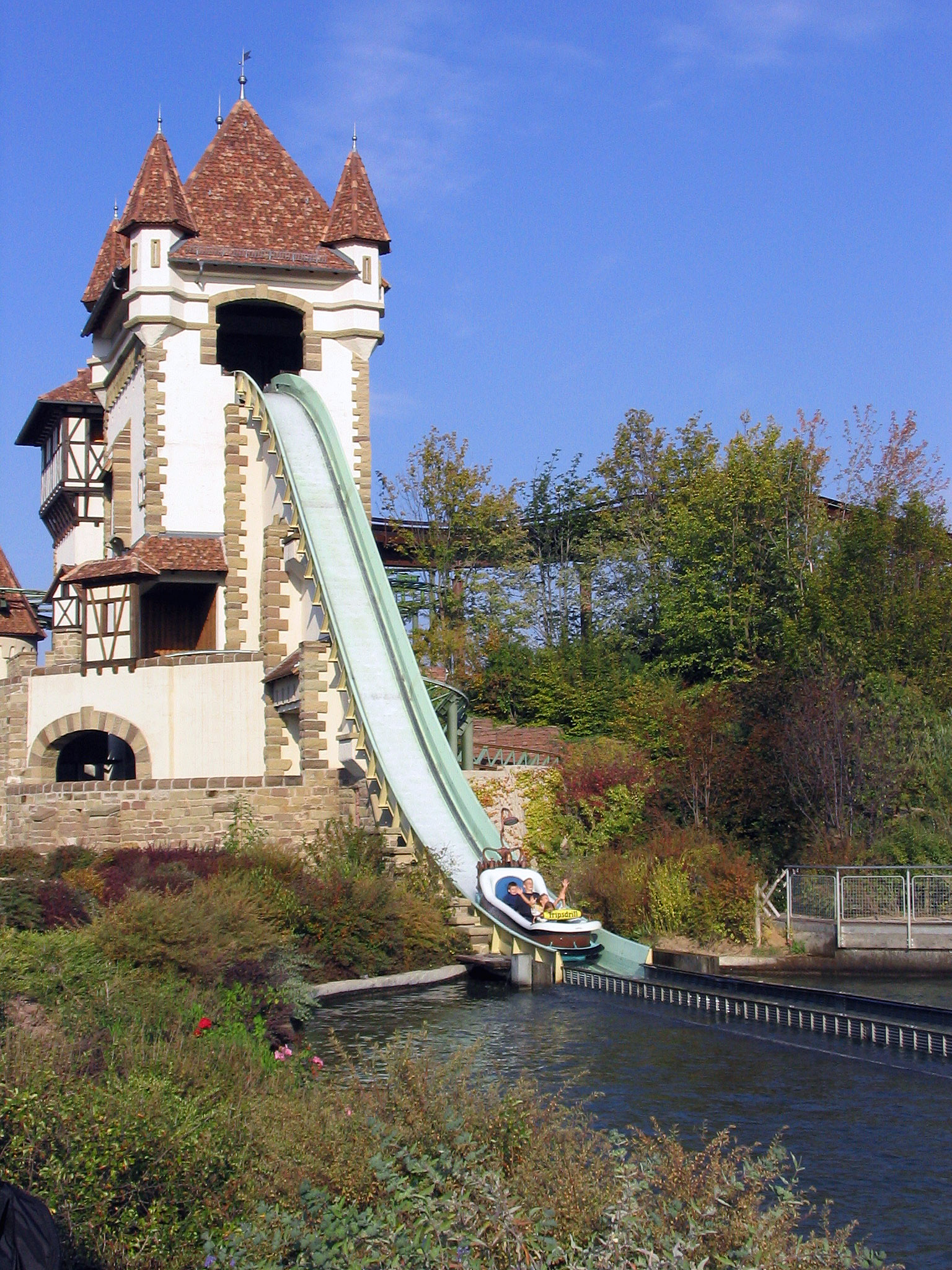
De Badewannenfahrt
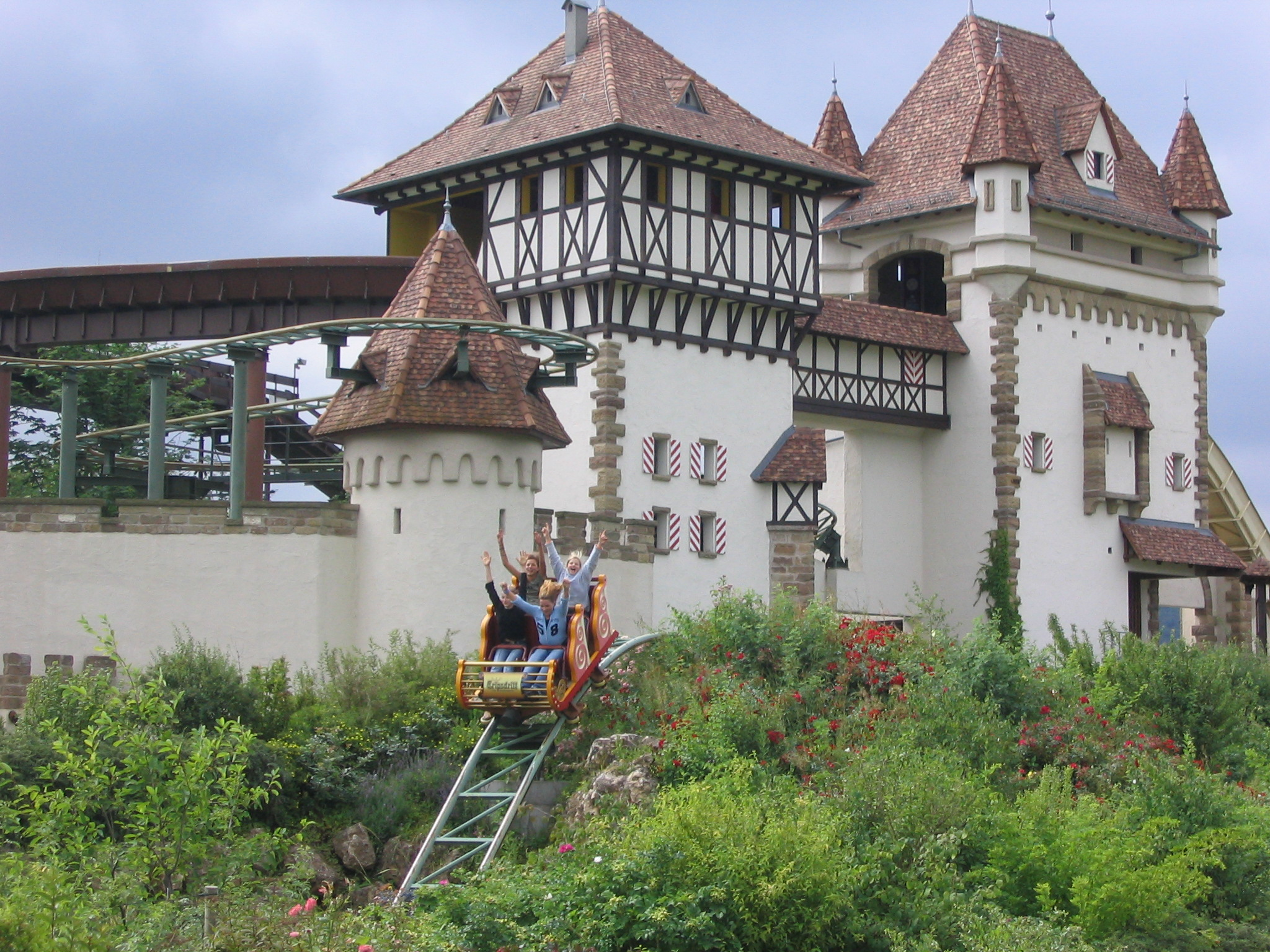
De achtbaan "G'sengte Sau".
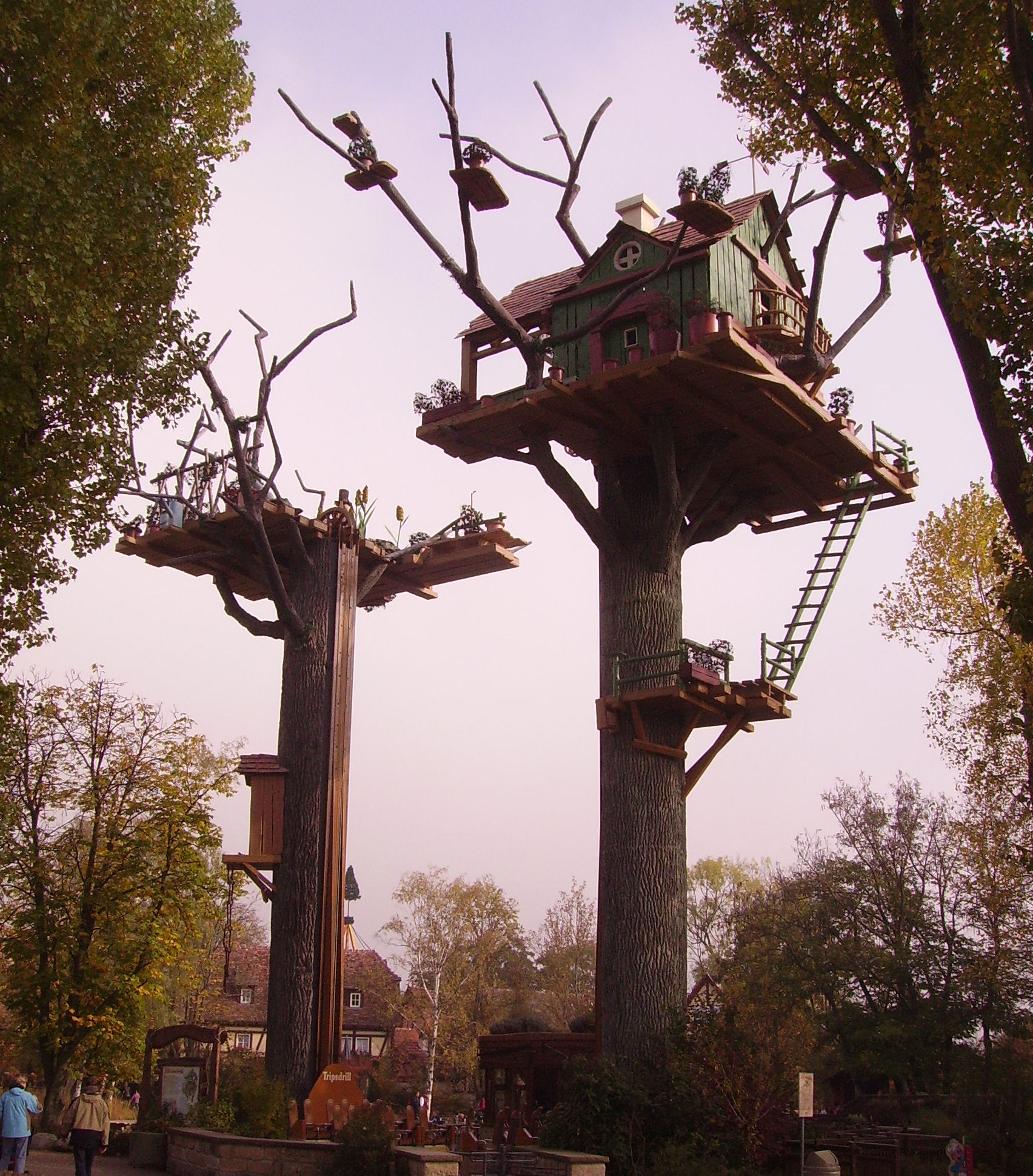
De dubbele vrijevalattractie "Doppelter Donnerbalken".
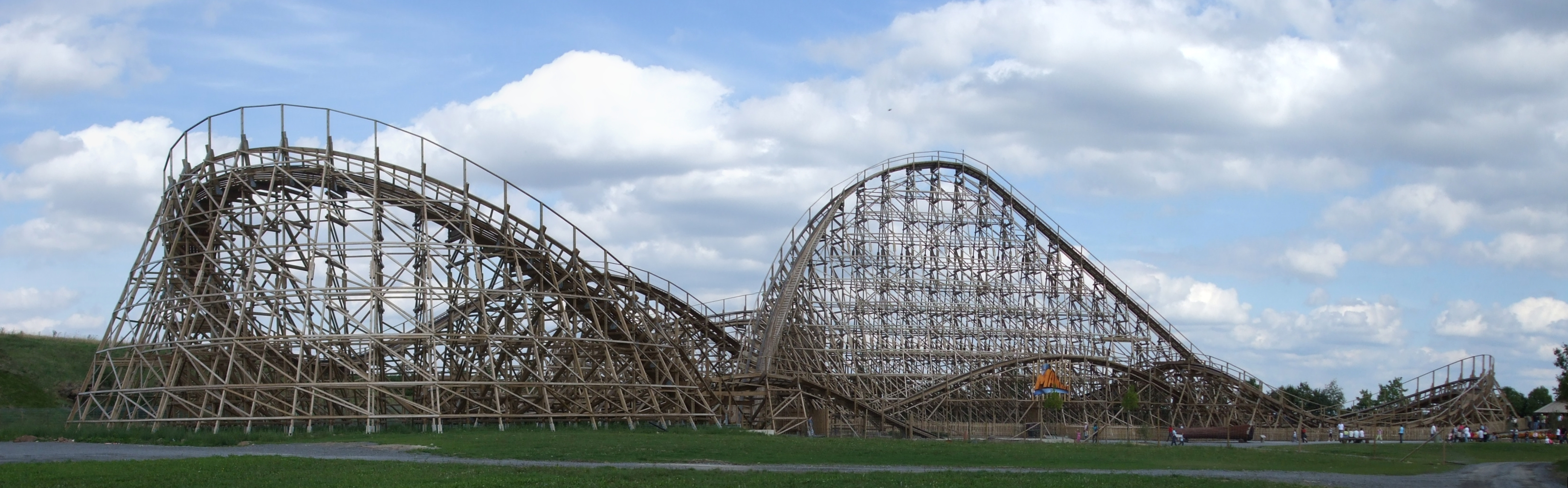
De houten achtbaan Mammut.
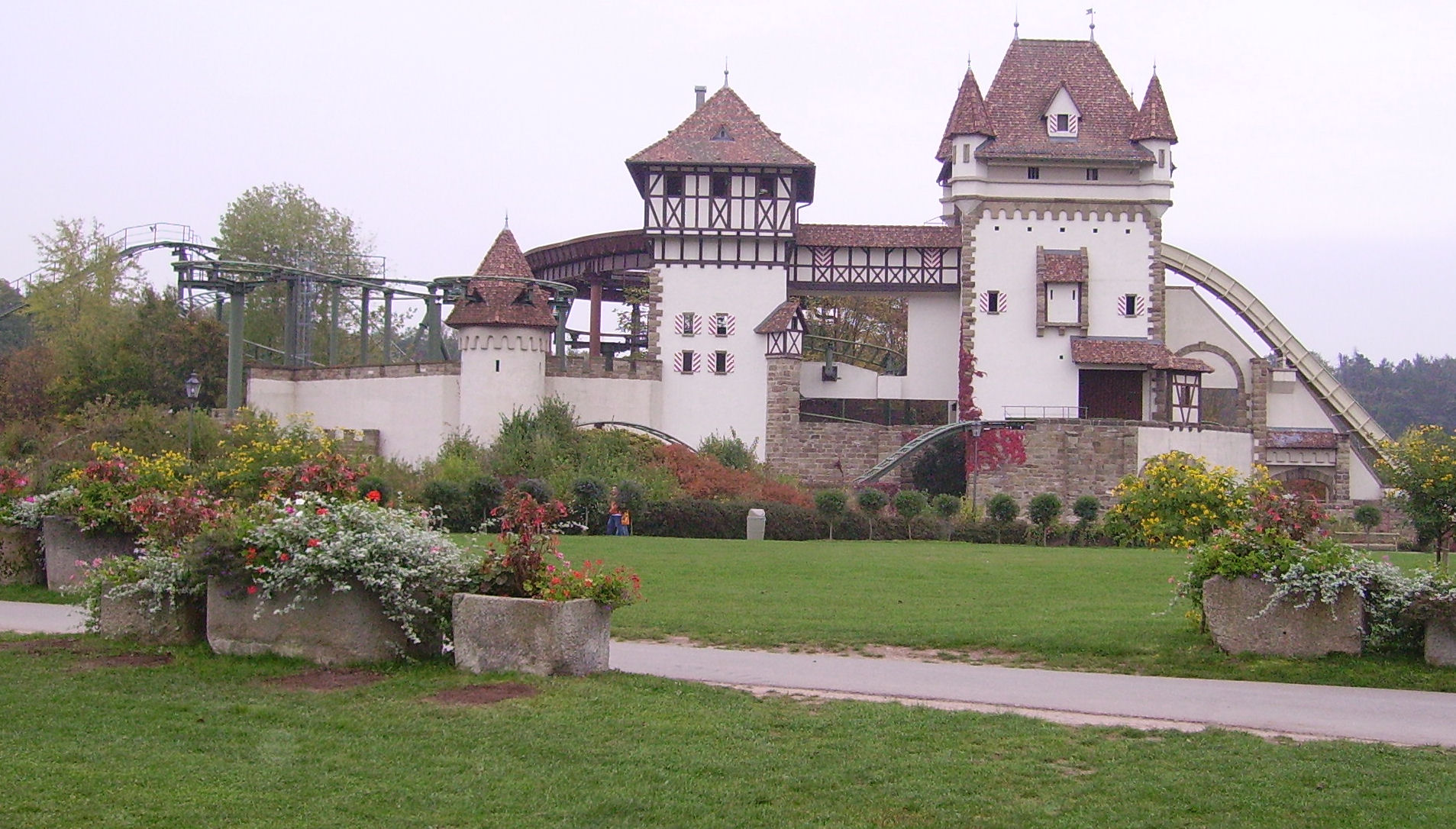
Het kasteel "Rauhe Klinge".